# Liste der denkmalgeschützten Objekte in Drösing
Die Liste der denkmalgeschützten Objekte in Drösing enthält die 7 denkmalgeschützten, unbeweglichen Objekte der Gemeinde Drösing im niederösterreichischen Bezirk Gänserndorf.

## Denkmäler
| Foto |                 | Denkmal                                                          | Standort                                                 | Beschreibung | Metadaten |
| ---- | --------------- | ---------------------------------------------------------------- | -------------------------------------------------------- | --- | --- |
| ja   | Datei hochladen | Johannes-Kapelle HERIS-ID: 10461 Objekt-ID: 6520                 | bei Friedhofgasse 14 Standort KG: Drösing                | Die kubische Kapelle auf dem Friedhof, ein schlichter Bau mit kleinem Dachreiter, wurde 1676 erbaut. | BDA-Hist.: Q38070240 Status: § 2a Stand der BDA-Liste: 2025-06-30 Name: Johannes-Kapelle GstNr.: 169 Friedhofskapelle Drösing                                         |
| ja   | Datei hochladen | Bildstock Weißes Kreuz HERIS-ID: 10460 Objekt-ID: 6519           | bei Haidlstraße 30 Standort KG: Drösing                  | Das weiße Kreuz ist ein hoher barocker Tabernakelbildstock von 1679. | BDA-Hist.: Q38070201 Status: § 2a Stand der BDA-Liste: 2025-06-30 Name: Bildstock Weißes Kreuz GstNr.: 3723/1 Bildstock Weißes Kreuz                                  |
| ja   | Datei hochladen | Kath. Pfarrkirche hl. Laurentius HERIS-ID: 10458 Objekt-ID: 6517 | bei Hauptstraße 12 Standort KG: Drösing                  | Die Pfarrkirche hl. Laurentius in Drösing ist eine ehemalige Wehrkirche. Der gedrungene, dreigeschoßige romanische Wehrturm ist durch Schlitzfenster und romanische Schallfenster geöffnet, hat darüber einen Umgang mit Brüstungsmauer und wird von einem oktogonalen Spitzhelm aus Stein mit barocken Zifferblättern bekrönt. Gegen Osten schließt der mächtige barocke Längszentralbau an, der unter Beibehaltung der romanischen Langhausecke im Westen gebaut wurde. Das Langhaus verfügt über hochsitzende Segmentbogenfenster und ist durch Lisenen gegliedert. Im Süden ist eine niedrige Sakristei angebaut. | BDA-Hist.: Q38070152 Status: § 2a Stand der BDA-Liste: 2025-06-30 Name: Kath. Pfarrkirche hl. Laurentius GstNr.: 1 Saint Lawrence Church (Drösing)                    |
| ja   | Datei hochladen | Kaiser Joseph II.-Denkmal HERIS-ID: 10459 Objekt-ID: 6518        | bei Kaiser Josef-Platz 6 Standort KG: Drösing            | In der Ortsmitte steht auf einem hohen Sockel eine Gusseisenfigur von Kaiser Joseph II., die 1890 in Blansko in Mähren angefertigt wurde. | BDA-Hist.: Q38070155 Status: § 2a Stand der BDA-Liste: 2025-06-30 Name: Kaiser Joseph II.-Denkmal GstNr.: 3723/1                                                      |
| ja   | Datei hochladen | Pestsäule HERIS-ID: 10462 Objekt-ID: 6521                        | bei Ringelsdorfer Straße 2 Standort KG: Drösing          | Die Pestsäule im Norden des Ortes, bezeichnet mit 1486, ist ein bemerkenswerter spätgotischer Tabernakelbildstock mit Figurenresten. | BDA-Hist.: Q38070250 Status: § 2a Stand der BDA-Liste: 2025-06-30 Name: Pestsäule GstNr.: 3723/1                                                                      |
| ja   | Datei hochladen | Dreifaltigkeitssäule HERIS-ID: 10463 Objekt-ID: 6522             | bei Schulgasse 2 Standort KG: Drösing                    | An der Hauptstraße ruht eine barockisierende Dreifaltigkeitsgruppe auf einer hohen Säule. Am Schaft ist eine Immaculatafigur zu sehen. Das Denkmal wurde 1890 erbaut. | BDA-Hist.: Q38070262 Status: § 2a Stand der BDA-Liste: 2025-06-30 Name: Dreifaltigkeitssäule GstNr.: 3723/1 Dreifaltigkeitssäule Drösing                              |
| ja   | Datei hochladen | Kath. Filialkirche hl. Michael HERIS-ID: 10464 Objekt-ID: 6523   | bei Kirchengasse 5 Standort KG: Waltersdorf an der March | Die erhöht im Süden des Ortes gelegene, von einem Friedhof umgebene Pfarrkirche hl. Michael ist ein einheitlicher Barockbau von 1765. An der Ostfassade erhebt sich ein gedrungener zweigeschoßiger Fassadenturm mit Lisenengliederung, kräftigem umlaufendem Gesims, rundbogigen Schallfenstern und Laternenbekrönung. | BDA-Hist.: Q38070287 Status: § 2a Stand der BDA-Liste: 2025-06-30 Name: Kath. Filialkirche hl. Michael GstNr.: 257 Filialkirche hl. Michael, Waltersdorf an der March |